# 21KS

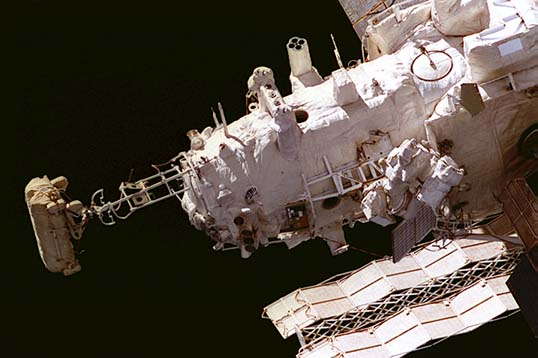
El módulo Kvant 2. La 21KS es el objeto en el extremo de la estructura que puede verse a la izquierda de todo, tras ser sacada de la estación por Gidzenko y Reiter el 8 de febrero de 1996.

21KS, también denominada SPK (СПК en alfabeto cirílico, acrónimo de средство передвижения космонавта, transliterado sredstvo peredvizhenia kosmonavta, que en español puede traducirse como sistema de maniobra del cosmonauta) fue una unidad de maniobra tripulada soviética similar en concepto a la Unidad de Maniobra Tripulada estadounidense. Popularmente fue conocida como "moto espacial".

## Historia
La 21KS fue diseñada con la idea de ser utilizada en las misiones tripuladas del transbordador Buran, que nunca llegaron a realizarse debido a la cancelación del programa del transbordador soviético. El decreto para su desarrollo fue firmado el 22 de marzo de 1984, asignándose el desarrollo a Gai I. Severin.
La única 21KS en volar fue enviada a la estación Mir a bordo del módulo Kvant 2 y fue probada dos veces por los cosmonauta de la misión Soyuz TM-8, Alexander Viktorenko y Aleksandr Serebrov. Tras las pruebas la unidad quedó almacenada en el módulo Kvant 2. El 8 de febrero de 1996 los astronautas Yuri Gidzenko y Thomas Reiter sacaron la unidad del módulo durante una actividad extravehicular para dejar espacio libre y la dejaron atada a la estructura externa inicialmente diseñada para facilitar la salida de los paseos espaciales. La 21KS fue destruida junto con la Mir durante la reentrada controlada de la estación el 23 de marzo de 2001.

## Vuelos

### 1 de febrero de 1990
La primera prueba de la 21KS la efectuó Serebrov, durante una salida de cinco horas, de las cuales 40 minutos fueron empleados utilizando la unidad propulsora. El vuelo fue grabado por Viktorenko. Serebrov permaneció atado a la estación por un cable de nailon de 60 metros como medida de seguridad en caso de fallo de la mochila propulsora. Serebrov se alejó y acercó a una distancia de cinco metros de la estación durante tres veces y a una distancia de 33 metros durante una cuarta ocasión. La 21KS llevaba una cámara que retransmitió imágenes en directo al control de tierra y que fueron retransmitidas por la televisión soviética.

### 5 de febrero de 1990
En el segundo y último vuelo fue Viktorenko el que utilizó la mochila, durante un paseo espacial de 3,75 horas, de las cuales 93 minutos fueron empleadas con la unidad. Viktorenko se alejó a una distancia máxima de 45 metros, utilizando también el cordón de seguridad.

## Características
La 21KS tenía forma de mochila, estando recubierta de mantas de protección térmica y pudiendo ser acoplada al traje espacial del cosmonauta sin ayuda. Utilizaba dos baterías de plata-zinc que proporcionaban 27 voltios. Disponía de un sistema de telemetría propio capaz de enviar datos independientemente a la Tierra, regulación térmica y propulsión. Disponía de 32 toberas agrupadas en cuatro conjuntos, y capaz de ejercer un empuje de 0,49 Newton cada una. El propulsante consistía en nitrógeno expulsado a presión y almacenado en botellas a 274 atmósferas. Los controles de traslación y rotación estaban situados en un brazo plegable situado en un lateral de la mochila y disponía de dos modos de vuelo, automático o manual. La distancia máxima a la que podía alejarse era de 100 metros en el caso de salir del Buran (cosa que nunca llegó a ocurrir) y de 60 metros en el caso de la Mir. Disponía de una autonomía de 6 horas.